# Robert Oubron
Robert Oubron (Goussainville, 18 april 1913 - Parijs, 7 februari 1989) was een Frans wielrenner, die professional was tussen 1936 en 1950. Oubron was gespecialiseerd in veldrijden. Op zijn palmares staan onder meer vier zeges in het Internationaal Veldritcriterium, de officieuze voorloper van het wereldkampioenschap veldrijden.

## Belangrijkste overwinningen
1937
- Internationaal Veldritcriterium
- 5e etappe GP Wolber
- 4e etappe Tour de l'Ouest

1938
- Internationaal Veldritcriterium

1941
- Internationaal Veldritcriterium
- Frans Kampioenschap veldrijden, Elite

1942
- Internationaal Veldritcriterium
- Frans Kampioenschap veldrijden, Elite

1943
- Frans Kampioenschap veldrijden, Elite

1944
- Frans Kampioenschap veldrijden, Elite

1946
- Frans Kampioenschap veldrijden, Elite
- Ronde van het Meer van Genève

1947
- Ronde van het Meer van Genève

## Resultaten in voornaamste wedstrijden
| Jaar | Ronde van Italië | Ronde van Frankrijk | Ronde van Spanje |
| ---- | ---------------- | ------------------- | ---------------- |
| 1937 |                  | 20e                 |                  |
| 1938 |                  | 41e                 |                  |
| 1939 |                  |                     |                  |
| 1941 |                  |                     |                  |

| Jaar | Parijs-Roubaix | Parijs-Tours |
| ---- | -------------- | ------------ |
| 1937 |                |              |
| 1938 | 25e            |              |
| 1939 |                | 16e          |
| 1941 |                | 22e          |